# 卡瓦第之舞

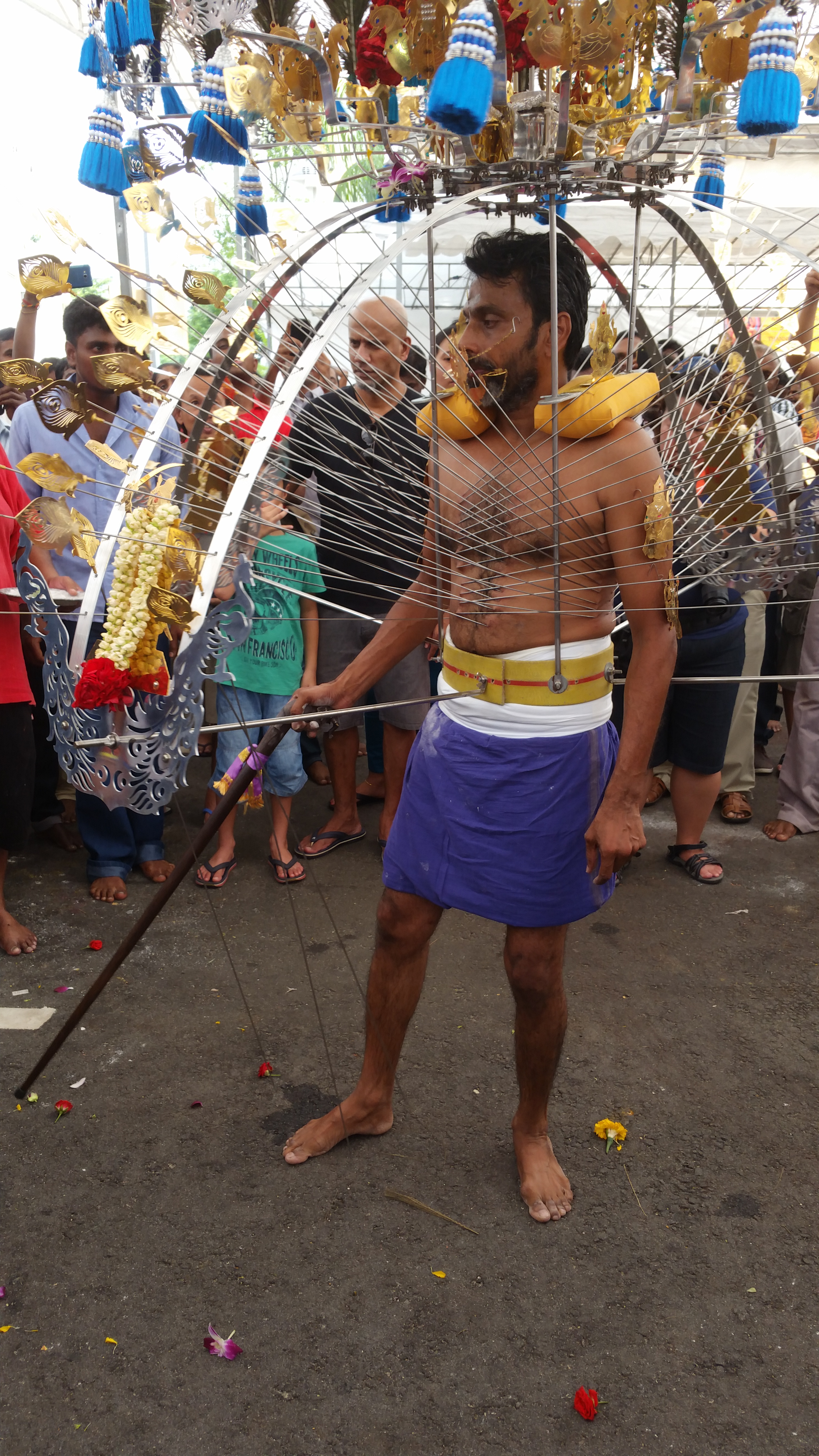
新加坡2016年大寶森節中信徒所掮的卡瓦第。

卡瓦第之舞（泰米爾語:காவடி ஆட்டம்）是一個印度教的贖罪儀式，用作敬拜戰神穆鲁干之用，是大寶森節的一個重要元素。負戴者需要掮著卡瓦第從一個神廟，遊行至另一個神廟，以示虔敬之意。

## 形態
卡瓦第是一道木製或鐵製、裝飾華麗的拱門枷鎖，其上有神像或神祇畫，有時會用孔雀羽毛和鮮果裝飾；此外信徒會將架上的細桿、鐵鉤穿過表層皮膚、舌頭或是臉，可以達至百針穿身的地步，作為苦行以贖罪，以洗淨一年來的罪惡。有些較大型的卡瓦第重量可以到達數十公斤，被稱作「Vel Kavadi」，只有男性可以背負。
有時候，卡瓦第的背負者甚至會蹈火或被鞭打。信徒們亦聲稱他們背負卡瓦第時精神進入了另一種狀態，以至不感痛楚，傷口不會流血，事後亦不會留疤。